# Open GDF SUEZ des Contamines-Montjoie 2011
L'Open GDF SUEZ des Contamines-Montjoie 2011 è stato un torneo professionistico di tennis femminile giocato sul cemento. È stata la 12ª edizione del torneo, che fa parte dell'ITF Women's Circuit nell'ambito dell'ITF Women's Circuit 2011. Si è giocato a Les Contamines-Montjoie in Francia dal 18 al 24 luglio 2011.

## Partecipanti

### Teste di serie
| Nazionalità | Giocatrice             | Ranking* | Testa di serie |
| ----------- | ---------------------- | -------- | -------------- |
| Germania    | Laura Siegemund        | 220      | 1              |
| Francia     | Séverine Beltrame      | 233      | 2              |
| Francia     | Anaïs Laurendon        | 238      | 3              |
| Francia     | Claire Feuerstein      | 240      | 4              |
| Francia     | Audrey Bergot          | 242      | 5              |
| Italia      | Giulia Gatto-Monticone | 268      | 6              |
| Ucraina     | Iryna Burjačok         | 280      | 7              |
| Croazia     | Ana Vrljić             | 303      | 8              |

- Ranking all'11 luglio 2011.

### Altre partecipanti
Giocatrici che hanno ricevuto una wild card:
- Josepha Adam
- Mathilde Cor
- Océane Dodin
- Magalie Girard

Giocatrici che sono passate dalle qualificazioni:
- Maria Abramović
- Madeline Bosnjak
- Jessica Ginier
- Nika Kovač
- Sarah Petrides
- Amra Sadiković
- Patrycja Sanduska
- Isabella Šinikova

## Campionesse

### Singolare
Claire Feuerstein ha battuto in finale  Anaïs Laurendon con il punteggio di 7–6(4), 2–6, 7–6(2)

### Doppio
Julie Coin /  Eva Hrdinová hanno battuto in finale  Maria Abramović /  Nicole Clerico con il punteggio di 6–3, 6–2